# Alfred Petterson (boktryckare)
Alfred Victor Petterson, född 20 juni 1877 i Stockholm, död 22 juli 1970 i Djursholms stad, Danderyds församling, var en svensk boktryckare.
Alfred Petterson var son till Victor Pettersson. Efter läroverksstudier i Stockholm reste han utomlands för att utbilda sig inom boktryckeribranschen. Petterson praktiserade 1894–1897 bland annat i Amsterdam, Leipzig och Berlin. 1897 inträdde ha i den av fadern grundade firman, där han efter dennes död blev VD 1919. Företaget, som från 1906 hade sina lokaler vid Holländargatan, kom under Alfred Pettersons ledning att utvecklas till ett av de största och mest ansedda boktryckerifirmorna i Sverige. Pettersson gjorde stora insatser inom olika sammanslutningar inom det grafiska området. Han var från 1936 ordförande i styrelsen för Skolan för bokhantverk, och medverkade vid planläggningen av yrkesundervisningen, var från 1942 ordförande i styrelsen för Sveriges bokbinderi- och pappersemballageföreningen samt från 1932 vice ordförande i Sveriges bokbinderiidkares arbetsgivareförening.